# Ingierd Gunnarsdotter
Ingierd Gunnarsdotter, född 1601 eller 1602, död 1686 i Höglunda, var en balladsångerska från Lyrestads socken i Västergötland. 
Hennes föräldrar är okända, men det är känt att hon var gift med frälsebonden Sven i Höglunda, med vilken hon fick fyra barn, tre döttrar och en son. 
Ingierd Gunnarsdotter hade en mycket stor repertoar av medeltidsballader, och nedteckningarna efter henne står för en stor andel av de kända svenska balladvarianterna från 1600-talet. Många balladtyper i balladsammanställningen Sveriges Medeltida Ballader (SMB) är (på svenska) enbart kända efter henne. Dock tecknades inte hennes melodier ned.
Hennes visor skrevs ned av Erich Sparrman, som var slottsekreterare åt familjen De la Gardie på Läckö, på uppdrag av Riksantikvarieämbetet år 1678. Hennes son Jonas Swensson hade som kronans befallningsman kommit i kontakt med antikvariatet och förmedlat kontakten.  Enligt Sparrman kunde Gunnarsdotter 300 olika visor, både ballader, kämpavisor, lyriska visor, andliga visor, psalmer, vaggvisor, skämtvisor och annat.  Sparrman rapporterade dock att Gunnarsdotter dels var åldersdomsvag, dels inte villig att samarbeta, och att han därför bara kunde få 57 visor av 300 från henne.       

## Balladtyper med varianter efter Ingierd Gunnarsdotter
- Jungfrun i fågelhamn (SMB 4)
- Den förtrollade riddaren (SMB 5)
- Blacken (SMB 8)
- Jungfrun i hindhamn (SMB 10)
- Redebold och Gullborg (SMB 15)
- Herr Peder och dvärgens dotter (SMB 27)
- Herr Olof och älvorna (SMB 29)
- Jungfrurnas gäst (SMB 30)
- Älvefärd (SMB 31)
- Herr Mårten (SMB 35)
- Herr Peder och hans syster (SMB 46)
- Eldprovet (SMB 52)
- Slaget vid Lena (SMB 56)
- Herr Lagman bortför herr Tors brud (SMB 71)
- Herr Nils och stolts Inga (SMB 73)
- Pilgrimen och jungfrun (SMB 75)
- Herr Esbjörn (SMB 79)
- Ung Hillerström (SMB 80)
- Herr Hjälmer (SMB 82)
- Herr Axel och hans syster (SMB 88)
- Konungen och hertig Henriks syster (SMB 102)
- Brud i vånda (SMB 106)
- Väna Sigrid (SMB 107)
- Jöde Gunnarsson och stolts Hilla (SMB 108)
- Herr Peder och fru Margareta (SMB 113)
- Fru Märta och herr Tideman (SMB 123)
- Ebbe Skammelsson (SMB 125)
- Salmon (SMB 128)
- Fästmannen dör (SMB 136)
- Herr Olof bränns inne (SMB 141)
- Samsing drunknar (SMB 142)
- Herr Nils och herr Tideman (SMB 146)
- Herr Dalebo Jonsson (SMB 148)
- Blekman (SMB 149)
- Ebbe Tykesons dödsritt (SMB 150)
- Ribbolt och Göta lilla (SMB 151)
- Tove Slätt (SMB 155)
- Palne dräpes (SMB 158)
- Klosterjungfrun (SMB 169)
- David och Solfager (SMB 174)
- Stolt herr Alf (SMB 206)
- Tors hammarhämtning (SMB 212)
- Esbjörn Prude och Ormen stark (SMB 213)
- Ulven starke (SMB 214)
- Hemming och bergtrollet (SMB 218)